# I Will Stand
I Will Stand è il quarto album in studio del musicista country statunitense Kenny Chesney, pubblicato nel 1997.

## Tracce
1. She's Got It All – 3:23
2. You Win, I Win, We Lose – 3:25
3. She Gets That Way – 3:19
4. I Will Stand – 3:25
5. That's Why I'm Here – 4:01
6. Steamy Windows – 4:29
7. From Hillbilly Heaven to Honky Tonk Hell (feat. George Jones & Tracy Lawrence) – 4:21
8. She Always Says It First – 2:51
9. Lonely, Needin' Lovin' – 3:33
10. A Chance – 3:41
11. When I Close My Eyes (acoustic version) – 3:38